# 2023年の教育
2023年の教育（2023ねんのきょういく）では、2023年（令和5年）の教育分野に関する出来事についてまとめる。
2022年の教育-2023年の教育-2024年の教育

## できごと

### 1月
- 11日 - 姫路女学院高等学校ソフトボール部顧問であった40歳の元商業科男性教諭が傷害などの容疑で神戸地方検察庁姫路支部に書類送検された（詳細）。
- 14日-15日 - 大学入学共通テスト[1]。

### 2月
- 石見智翠館高等学校の女子寮の風呂での盗撮事件が発覚（詳細）。

### 3月
- 20日 - 姫路女学院高等学校ソフトボール部顧問であった元商業科男性教諭(40歳)を姫路区検察庁は傷害と暴行の罪で略式起訴し、姫路簡易裁判所は28日までに罰金30万円の略式命令を出した（詳細）。

### 7月
- 29日 - 悠仁親王が第47回全国高校総合文化祭の総合開会式に出席。初の地方公務。